# Magnolia pallescens
Magnolia pallescens är en magnoliaväxtart som beskrevs av Ignatz Urban och Erik Leonard Ekman. Magnolia pallescens ingår i släktet Magnolia och familjen magnoliaväxter. Inga underarter finns listade i Catalogue of Life.

## Bildgalleri

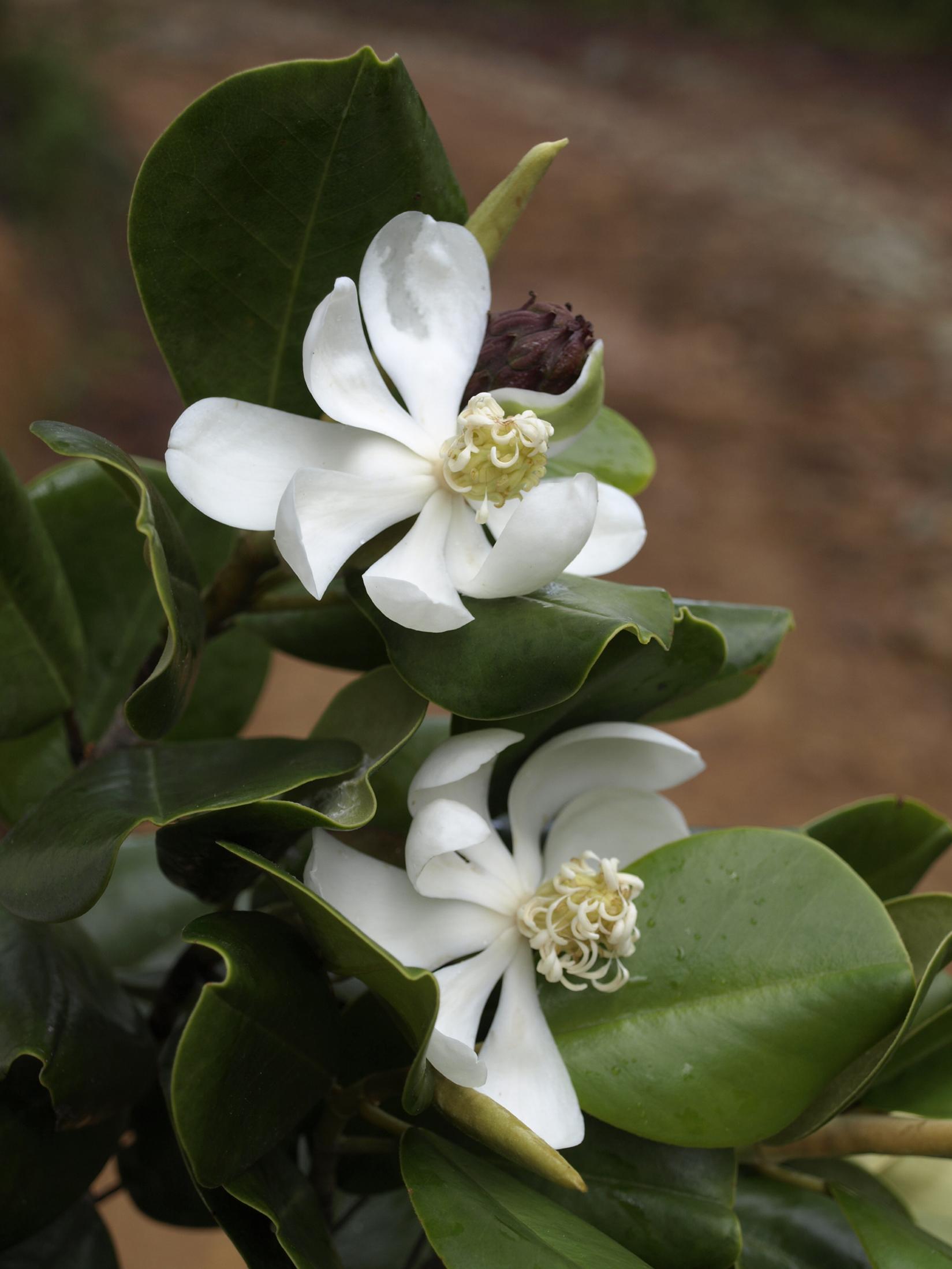